# دینجرس دیو
«دینجرس دیو» (انگلیسی: Dangerous Dave) یک بازی ویدئویی در سبک سکوبازی است که در سال ۱۹۸۸ و در پلت‌فرم داس و اپل II منتشر شده است.

## درباره بازی
هدف بازی جمع‌آوری جام‌های طلایی برای رفتن به مرحله بعدی است. از زمان انتشار اولین نسخه Dangerous Dave در سال ۱۹۸۸ توسط UpTime، سه دنباله و سه پورت برای پلتفرم‌های مختلف ساخته شده است.
ایده اصلی Dangerous Dave زمانی به جان رومرو رسید که تحت تأثیر بازی Super Mario قرار داشت. شباهت‌هایی بین این دو بازی وجود دارد از جمله:
- مرحله‌های مخفی
- طراحی مراحل
- هیولاها
- مکانیک پرش
رومرو اعتراف کرده که: "عمداً تلاش می‌کردم یک بازی ماریو بسازم". مأموریت بازیکن هدایت دیو در ده سطح مختلف برای جمع‌آوری جام‌ها در مخفیگاه دشمنش به نام کلاید است. به گفته رومرو، از بین تمام دنباله‌های Dangerous Dave، نسخه Dangerous Dave in the Haunted Mansion "بهترین دیوی است که تاکنون ساخته شده".
در سال ۲۰۰۸، نسخه Dangerous Dave in the Haunted Mansion برای تلفن‌های همراه منتشر شد. این نسخه موبایل با حفظ گیم‌پلی اصلی، بازی را برای پلتفرم‌های جدید بهینه‌سازی کرده بود.